# Минарет Ходжа Калон

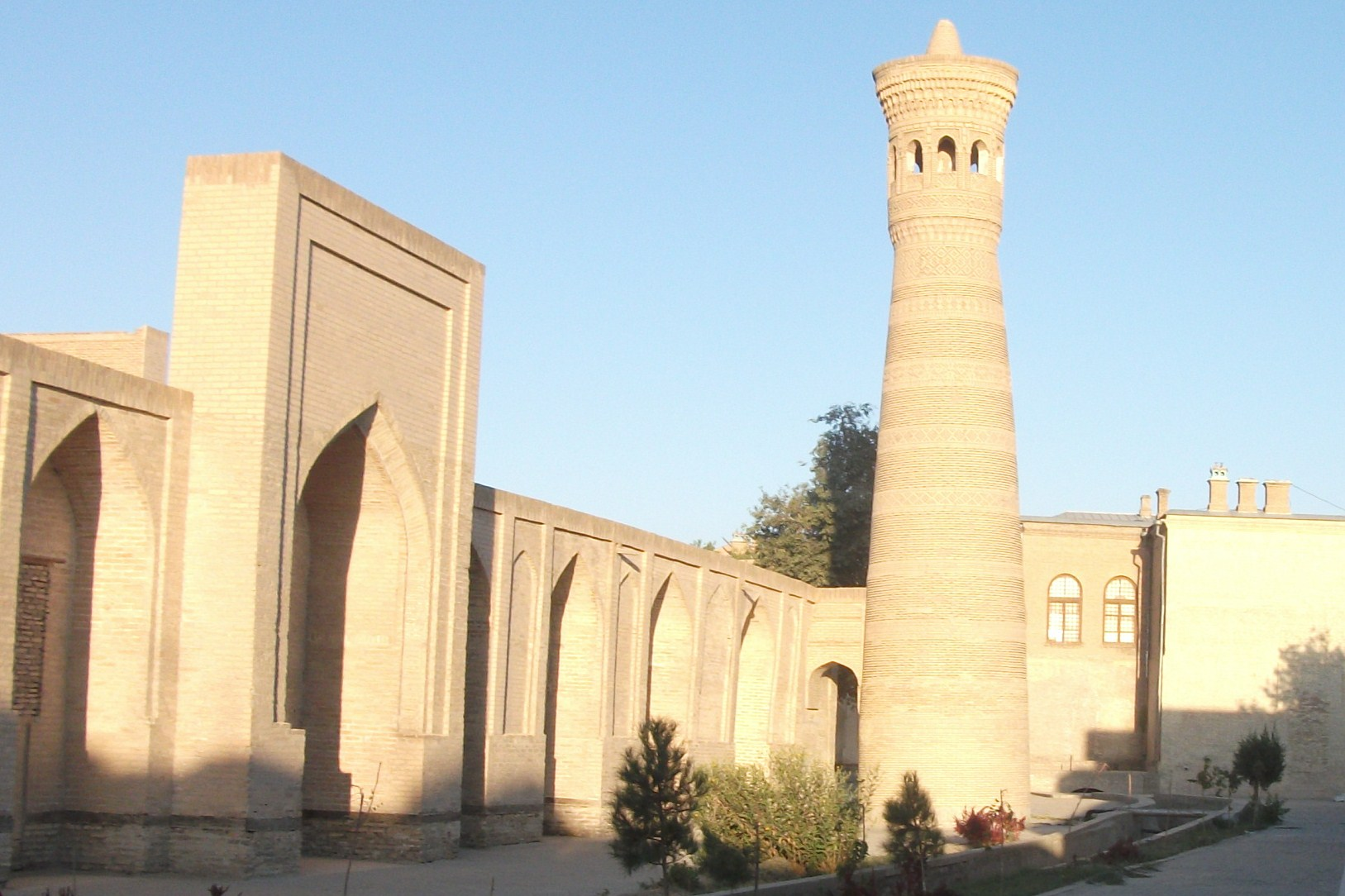
Минарет Ходжа Калон

Минарет Ходжа Калон — минарет в Бухаре, часть ансамбля Гаукошон. Построен в XVI веке (после 1598 года) в старой части города между медресе Гаукушон и мечетью Ходжа Калон на берегу канала Шахруд на средства джуйбарского шейха Ходжи Саъда, известного под прозвищем «Ходжа Калон» — Большой Ходжа. Внешне очень схож с известным минаретом Калян XII в., только в уменьшенном виде.
Конический ствол минарета завершается купольным фонарём-ротондой с 12-ю проёмами по периметру. Внутри минарета сделана винтовая лестница, ведущая на фонарь.
Минарет построен из жжёного кирпича на каменном фундаменте с деревянной обвязкой. Ствол разделён на 9 декоративных поясов, отличающихся орнаментальной кладкой. У основания фонаря выложен сталактитовый карниз. Диаметр у основания — 4,8 м. Высота — 19,5 м.